# Queso de cuajo
Se conocen como queso de cuajo a tipos de quesos con diferentes contenidos de sustancias secas; las denominaciones incluyen el queso duro, queso a vetear, queso blando. La calidad requerida ya se establece con la leche de origen de la quesería. Por eso esencial la “termorización” de la leche de caldera y el agregado de cultivos dirigido según receta para la preparación de la fractura. El suero se extrae bombeando y la fractura se prensa en los moldes de queso. Después del baño de sal y la maduración se empaqueta el producto.
- Datos: Q6094608